# Општина Стоенешти (Валча)
Стоенешти (рум. Stoeneşti) општина је у Румунији у округу Валча.
Oпштина се налази на надморској висини од 456 m.